# マタギス
マタギス（アルメニア語: Մատաղիս）は、アゼルバイジャン共和国のタタール県属する村。タタール川左岸に位置し、タタール県、ゴランボイ県、イェヴラフ県に水を供給するスクブシャン貯水池がある。一時アルツァフ共和国が実効支配していたが、ナゴルノ・カラバフ紛争中の2020年10月3日、アゼルバイジャン軍が奪還し、イルハム・アリエフ大統領が村名のスゴブシャン（アゼルバイジャン語: Suqovuşan）への改名を発表した。

## 概要
1943年、アゼルバイジャン・ソビエト社会主義共和国ナゴルノ・カラバフ自治州マルダケルト地区内に都市型集落として設置された。1949年には、家具工場や石灰生産工場などの工業団地が建設され、1953年には中等学校が開校、タタール川の畔にはマタギス水力発電所が建設された。
1990年代初頭、ソビエト連邦の崩壊にナゴルノ・カラバフ共和国が独立宣言するとマタギスはその領内に編入され、その結果、ナゴルノ・カラバフ戦争においてアルメニア軍とアゼルバイジャン軍との戦闘の影響を受け、1992年夏季攻勢の際、アゼルバイジャン軍はマルダケルト地区を制圧したが、1993年6月末のアルメニア軍反撃によってほぼ全地区がアルメニア軍に奪還された。
2016年4月の4日間戦争では、主要目標の一つとしてアゼルバイジャン軍の直接攻撃を受け、4月4日にアルメニア人ジャーナリストはマタギスからの映像と写真レポートを公開、4月5日にアゼルバイジャン国防省は、4月4日、マタギスでアルツァフ軍部隊本部を攻撃したと発表した。
2020年のナゴルノ・カラバフ紛争においては、アゼルバイジャン軍が10月3日にマタギスを占領し、村名をスゴブシャン（アゼルバイジャン語: Suqovuşan）に改名した。紛争時、マタギスの人口はアルメニア人が過半数を占めていた。

## 人口統計
1970年には、マタギスに271人（アルメニア人236人、アゼルバイジャン人30人、ロシア人44人、ウクライナ人9人）が居住しており、2005年の人口は404人となっていた。
アゼルバイジャン難民および国内避難民のための国家委員会によると、2020年時点でマタギスからの国内避難民66人がアゼルバイジャン国内に居住していた。